# Condeellum
Condeellum es un género de Protura en la familia Protentomidae, propio de China Subtropical, las islas del Pacífico, Asia Tropical, y la isla de Reunión.

## Especies
- Condeellum crucis Tuxen & Imadaté, 1975
- Condeellum ishiianum Imadaté, 1965
- Condeellum jinghongense Tuxen & Yin, 1982
- Condeellum regale (Condé, 1958)